# Беньямін Ліст
Беньямін Ліст (11 січня 1968 , Франкфурт-на-Майні, Гессен ) — німецький хімік, лауреат Нобелівської премії з хімії 2021 року.

## Біографія
Народився у Франкфурті-на-Майні, 1993 року здобув ступінь бакалавра з хімії у Вільному університеті Берліна та докторський ступінь у Франкфуртському університеті. Професор Кельнського університету, директор та професор Інституту досліджень вугілля імені Макса Планка. Він також є головним дослідником Інституту дизайну та відкриття хімічних реакцій Університету Хоккайдо .
Беньямін Ліст має h-індекс 95 за даними Google Scholar.
6 жовтня 2021 року отримав Нобелівську премію з хімії разом з Девідом Макмілланом .

## Сім'я
Він племінник лауреата Нобелівської премії з фізіології і медицини 1995 року Крістіани Нюсляйн-Фольгард.

## Визнання
Джерело:
- 1994: премія NaFöG від міста Берлін[12]
- 1997: стипендія Феодора Лінена від Фонду Александра фон Гумбольдта
- 2000: премія журнала Зинтезис-Зинлетт
- 2003: меморіальна премія Карла Дуйсберга[de] від Товариствоа німецьких хіміків[en][13]
- 2004: премія Дегусса з хіральної хімії
- 2004: лекторська премія Фонду хімічної промисловості
- 2004: премія Лізеберга Гайдельберзького університету
- 2005: європейська лекція AstraZeneca, Товариство синтетичної хімії, Японія
- 2005: лекторська премія
- 2005: премія Novartis молодим науковцям
- 2006: стипендія Японії від Японського товариства сприяння науці[en]
- 2007: премія AstraZeneca з органічної хімії
- 2007: премія фонду хімічної індустрії
- 2007: лекторська премія OBC
- 2008: запрошений професор університету Сонгкюнкван, Корея
- 2009:  лекторська премія Берінгер-Інгельгайм, Канада
- 2009: лекторська премія з органічних реакцій, США
- 2009: лауреат цитування Thomson Reuters
- 2011: лекторська премія Берінгер-Інгельгайм, Гарвардського університету, США
- 2011: Розширений грант ERC
- 2012: лекторська премія з хімії від Novartis
- 2012: премія Отто Байєра[de]
- 2013: премія Горста Працюєса
- 2013: премія Мукайями
- 2013: Рурська премія, Мюльгайм-на-Рурі, Німеччина
- 2014: дослідницька премія Коупа, США
- 2014: багато цитований дослідник Thomson Reuters
- 2015: лекторська премія Карла Шиппа Марвела, Університет Іллінойсу в Урбана-Шампейн, США
- 2016: Премія Лейбніца
- 2017: лекторська премія фонду проф. У. Р. Гатака, Індійська асоціація сприяння розвитку науки[en] (IACS), Калькутта, Індія
- 2017: лекторська премія Та-шуе Чоу, Хімічний інститут, Академія Синіці, Тайбей, Тайвань
- 2018: член Леопольдини
- 2019: лекторська премія Герберта С. Брауна, Університет Пердью, Індіана, США
- 2019: Web of Science Citation Laureate з хімії
- 2021:	лекторська премія TCR Lecture, 100-та щорічна зустріч, Японія
- 2021: Нобелівська премія з хімії спільно з Девідом Макмілланом[14]
- 2022: премія Герберта С. Брауна за Творчі дослідження в синтетичних методах[15]

## Доробок
- List, Benjamin; Lerner, Richard A.; Barbas, Carlos F. (26 лютого 2000). Proline-Catalyzed Direct Asymmetric Aldol Reactions. Journal of the American Chemical Society. American Chemical Society (ACS). 122 (10): 2395—2396. doi:10.1021/ja994280y. ISSN 0002-7863.
- Mayer, Sonja; List, Benjamin (19 червня 2006). Asymmetric Counteranion-Directed Catalysis. Angewandte Chemie International Edition. Wiley. 45 (25): 4193—4195. doi:10.1002/anie.200600512. ISSN 1433-7851.
- Čorić, Ilija; List, Benjamin (2012). Asymmetric spiroacetalization catalysed by confined Brønsted acids. Nature. Springer Science and Business Media LLC. 483 (7389): 315—319. doi:10.1038/nature10932. ISSN 0028-0836.
- Kaib, Philip S. J.; Schreyer, Lucas; Lee, Sunggi; Properzi, Roberta; List, Benjamin (6 жовтня 2016). Extremely Active Organocatalysts Enable a Highly Enantioselective Addition of Allyltrimethylsilane to Aldehydes. Angewandte Chemie International Edition. Wiley. 55 (42): 13200—13203. doi:10.1002/anie.201607828. ISSN 1433-7851.
- Tsuji, Nobuya; Kennemur, Jennifer L.; Buyck, Thomas; Lee, Sunggi; Prévost, Sébastien; Kaib, Philip S. J.; Bykov, Dmytro; Farès, Christophe; List, Benjamin (29 березня 2018). Activation of olefins via asymmetric Brønsted acid catalysis. Science. American Association for the Advancement of Science (AAAS). 359 (6383): 1501—1505. doi:10.1126/science.aaq0445. ISSN 0036-8075.